# Riberas del Río Agadón
Riberas del Río Agadón este o arie protejată (arie specială de conservare — SAC, sit de importanță comunitară — SCI) din Spania întinsă pe o suprafață de 111,64 ha, integral pe uscat.

## Localizare
Centrul sitului Riberas del Río Agadón este situat la coordonatele 40°29′50″N 6°27′31″W / 40.4971°N 6.4586°V.

## Înființare
Situl Riberas del Río Agadón a fost declarat sit de importanță comunitară în februarie 2004 pentru a proteja 8 specii de animale. Situl a fost protejat și ca arie specială de conservare în septembrie 2015.

## Biodiversitate
Situată în ecoregiunea mediteraneană, aria protejată conține 10 habitate naturale: Dehesas cu Quercus spp. perene, Păduri de Quercus ilex și Quercus rotundifolia, Râuri cu maluri nămoloase cu vegetație de Chenopodion rubri p.p. și Bidention p.p., Păduri de stejar galițio-portugheze cu Quercus robur și Quercus pyrenaica, Roci stâncoase cu vegetație pionieră de Sedo-Scleranthion sau Sedo albi-Veronicion dillenii, Cursuri de apă de la nivel de câmpie la nivel montan, cu vegetație Ranunculion fluitantis și Callitricho-Batrachion, Pante stâncoase silicioase cu vegetație casmofită, Pajiști uscate europene, Iazuri temporare mediteraneene, Păduri aluvionare cu Alnus glutinosa și Fraxinus excelsior (Alno-Padion, Alnion incanae, Salicion albae).
La baza desemnării sitului se află mai multe specii protejate:
- amfibieni (1): Discoglossus galganoi
- mamifere (2): Galemys pyrenaicus, vidră de râu (Lutra lutra)
- pești (2): Pseudochondrostoma duriense, Rutilus alburnoides
- reptile (3): țestoasa de baltă (Emys orbicularis), Lacerta schreiberi, Mauremys leprosa

Pe lângă speciile protejate, pe teritoriul sitului au mai fost identificate 6 specii de amfibieni, 5 specii de mamifere, 2 specii de pești.